# Крістоф Капель
Крістоф Капель (фр. Christophe Capelle, 15 серпня 1967) — французький велогонщик.
Учасник Олімпійських Ігор 1996, 2000 років.